# Open di Francia 1992
L'Open di Francia 1992, la 91ª edizione degli Open di Francia di tennis, si è svolto sui campi in terra rossa dello Stade Roland Garros di Parigi, Francia, dal 25 maggio al 7 giugno 1992.
Il singolare maschile è stato vinto dallo statunitense Jim Courier, che si è imposto sul ceco Petr Korda in tre set col punteggio di 7–5, 6–2, 6–1.
Il singolare femminile è stato vinto dalla jugoslava Monica Seles, che ha battuto in tre set la tedesca Steffi Graf; in occasione di questo set, il pilota di Formula 1 Ayrton Senna era presente fra il pubblico. 
Nel doppio maschile si sono imposti Jakob Hlasek e Marc Rosset.
Nel doppio femminile hanno trionfato Gigi Fernández e Nataša Zvereva. 
Nel doppio misto la vittoria è andata a Arantxa Sánchez Vicario in coppia con Mark Woodforde.

## Seniors

### Singolare maschile
Jim Courier ha battuto in finale  Petr Korda con il punteggio di 7–5, 6–2, 6–1.

### Singolare femminile
Monica Seles ha battuto in finale  Steffi Graf con il punteggio di 6–2, 3–6, 10–8.

### Doppio maschile
Jakob Hlasek /  Marc Rosset hanno battuto in finale  David Adams /  Andrej Ol'chovskij con il punteggio di 7–6, 6–7, 7–5.

### Doppio Femminile
Gigi Fernández /  Nataša Zvereva hanno battuto in finale  Conchita Martínez /  Arantxa Sánchez Vicario con il punteggio di 6–3, 6–2.

### Doppio Misto
Arantxa Sánchez Vicario /  Mark Woodforde hanno battuto in finale  Lori McNeil /  Bryan Shelton con il punteggio di 6–2, 6–3.

## Junior

### Singolare ragazzi
Andrei Pavel ha battuto in finale  Mosè Navarra con il punteggio di 6–1, 3–6, 6–3.

### Singolare ragazze
Rossana de los Ríos ha battuto in finale  Paola Suárez con il punteggio di 6–4, 6–0.

### Doppio ragazzi
Enrique Abaroa /  Grant Doyle

### Doppio ragazze
Laurence Courtois /  Nancy Feber